# ジーバック郡 (サウスダコタ州)
ジーバック郡（英: Ziebach County）は、アメリカ合衆国サウスダコタ州の中央部西に位置する郡である。2010年国勢調査での人口は2,801人であり、2000年の2,519人から11.2％増加した。郡庁所在地はデュプリー市（人口525人）であり、同郡で人口最大の町はイーグルビュート市（人口1,318人であるが、同市は隣接するデューイ郡の中に一部が入っている。ジーバック郡の人口1人あたり収入7,463米ドルはアメリカ合衆国の郡の中で4番目に少ないものとなっている。しかし別の調査では最貧の郡になっている。

## 歴史
ジーバック郡は1911年に創設され、郡名はダコタ準州時代の1861年から1889年に著名な政治家だったフランク・M・ジーバックに因んで名付けられた。元は罠猟師が使う地域であり、1907年にはユタ州やワイオミング州から移住させられたユト族インディアンの居留地だったこともあった。20世紀の初期にかなりの数の牛が飼育されたが、鉄道がこの地域を通らなかったので、牧畜業も衰退した。肥沃な土地では限られた量ではあるが農場も造られた。

## 地理
アメリカ合衆国国勢調査局に拠れば、郡域全面積は1,971平方マイル (5,105 km2)であり、このうち陸地は1,962平方マイル (5,082 km2)、水域は9平方マイル (23 km2)で水域率は0.44％である。郡領域の大半はシャイアン川・インディアン居留地の中に入っている。北側郡境にそってある残りの領域はスタンディングロック・インディアン居留地の中に入っている。全領域がインディアン居留地の中に入っていることではサウスダコタ州に5郡あるうちの1つである。

### 主要高規格道路
| - アメリカ国道212号線 - サウスダコタ州道20号線 - サウスダコタ州道34号線 - サウスダコタ州道63号線 | - サウスダコタ州道65号線 - サウスダコタ州道73号線 |

### 隣接する郡
- コーソン郡 - 北
- デューイ郡 - 東
- ハーコン郡 - 南
- ミード郡 - 南西
- パーキンズ郡 - 北西

### 国立保護地域
- グランド川国立草原（部分）

### ビュート

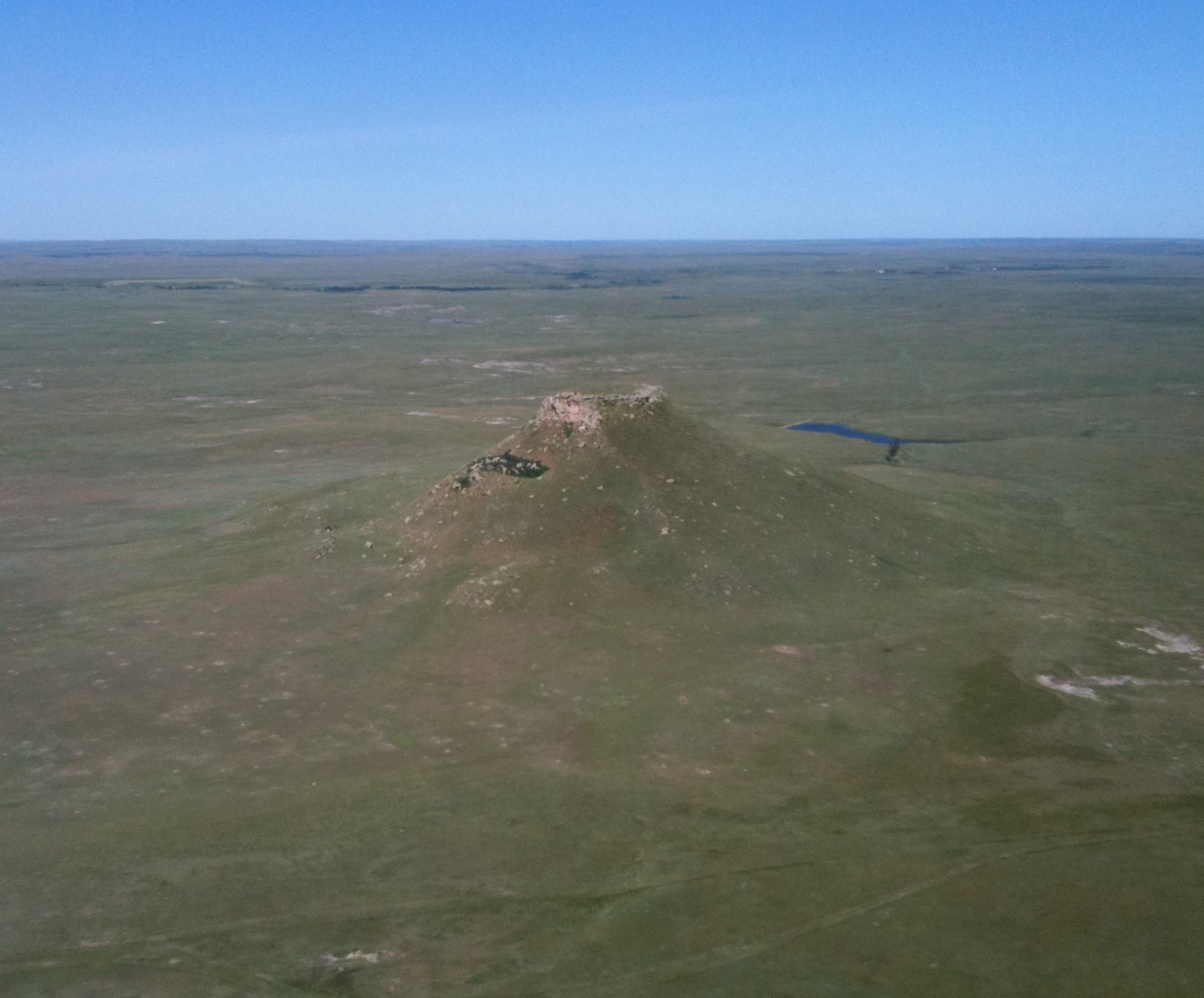
サンダー・ビュート

ジーバック郡はグレートプレーンズに属しており、うねりのある草原と多くのビュートが特徴である。ビュートが郡内の標高が高い地点を構成しており、それらの座標と頂上の標高は以下のリストの通りである。
- ベッシー・ビュート 	        (44.933596 -101.905714) 	2,474 フィート (754.08 m)
- イーグル・ビュート		(44.966092 -101.218762) 	2,484 フィート (757.12 m)
- グレイ・ビュート 		(45.245255 -101.599041) 	2,316 フィート (705.92 m)
- ハイエルク・ヒル       	(44.922759 -101.278207) 	2,395 フィート (730.00 m)
- ジョシュア・ビュート	        (44.715817 -101.379317)	        2,165 フィート (659.89 m)
- マープル・ビュート	        (44.958038 -101.584878)	        2,484 フィート (757.12 m)
- マッド・ビュート		(44.880819 -101.882936)	        2,500 フィート (762.00 m)
- マッド・ビュート              (44.881374 -101.871547)	        2,365 フィート (720.85 m)
- ラットスネイク・ビュート      (44.948318 -101.862658)	        2,411 フィート (734.87 m)
- セントパトリック・ビュート    (45.243034 -101.512654)	        2,356 フィート (718.11 m)
- スコーティート・ビュート[8]	(44.892484 -101.752934)	        2,365 フィート (720.85 m)
- サンダー・ビュート     	(45.319978 -101.880704)	        2,733 フィート (833.02 m)

## 人口動態
以下は2000年の国勢調査による人口統計データである。
| 基礎データ - 人口: 2,519人 - 世帯数: 741 世帯 - 家族数: 594 家族 - 人口密度: 0.5人/km2（1.3人/mi2） - 住居数: 879軒 - 住居密度: 0.2軒/km2（0.4軒/mi2） 人種別人口構成 - 白人: 26.40% - ネイティブ・アメリカン: 72.99% - アジア人: 0.08% - その他の人種: 0.12% - 混血: 1.11% - ヒスパニック・ラテン系: 0.99% 年齢別人口構成 - 18歳未満: 40.6% - 18-24歳: 10.8% - 25-44歳: 24.7% - 45-64歳: 16.5% - 65歳以上: 7.5% - 年齢の中央値: 24歳 - 性比（女性100人あたり男性の人口） - 総人口: 97.0 - 18歳以上: 98.1 | 世帯と家族（対世帯数） - 18歳未満の子供がいる: 47.2% - 結婚・同居している夫婦:47.9% - 未婚・離婚・死別女性が世帯主: 23.8% - 非家族世帯: 18.8% - 単身世帯: 17.4% - 65歳以上の老人1人暮らし: 5.1% - 平均構成人数 - 世帯: 3.40人 - 家族: 3.81人 収入と家計 - 収入の中央値 - 世帯: 18,063米ドル - 家族: 18,672米ドル - 性別 - 男性: 19,038米ドル - 女性: 21,167米ドル - 人口1人あたり収入: 7,463米ドル（アメリカ合衆国の郡の中では最貧クラス） - 貧困線以下 - 対人口: 49.9% - 対家族数: 45.2% - 18歳未満: 61.1%（2009年で、半分以上の子供が貧困線以下である全米17郡の1つだった） - 65歳以上: 27.2% |

## 都市と町
- チェリークリーク（未編入の町）
- デュプリー - 郡庁所在地
- イーグルビュート（一部はデューイ郡内）

### 郡区
ジーバック郡はデュプリー、ノースジーバック、サウスジーバックの3つの未編入領域に分けられている。